# Rhodesia
Rhodesia is een geslacht van vlinders van de familie spanners (Geometridae), uit de onderfamilie Geometrinae.

## Soorten
- R. alboviridata (Saalmüller, 1880)
- R. depompata Prout, 1913
- R. viridalbata Warren, 1905